# Нойштадт-ам-Майн
Нойштадт-ам-Майн (нім. Neustadt am Main) — громада в Німеччині, знаходиться в землі Баварія. Підпорядковується адміністративному округу Нижня Франконія. Входить до складу району Майн-Шпессарт. Складова частина об'єднання громад Лор-ам-Майн.
Площа — 19,81 км2. Населення становить 1248 ос. (станом на 31 грудня 2020).

## Галерея

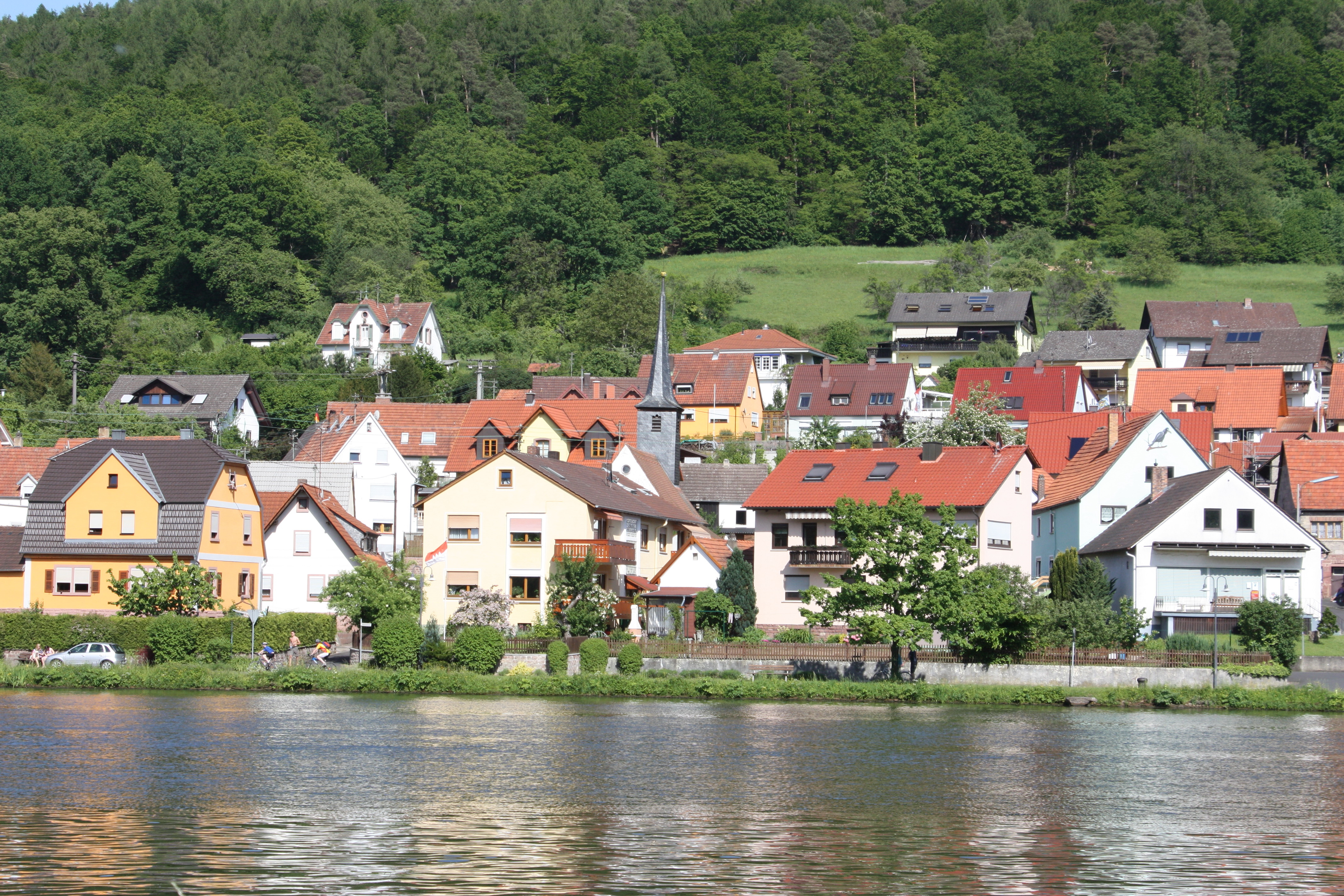
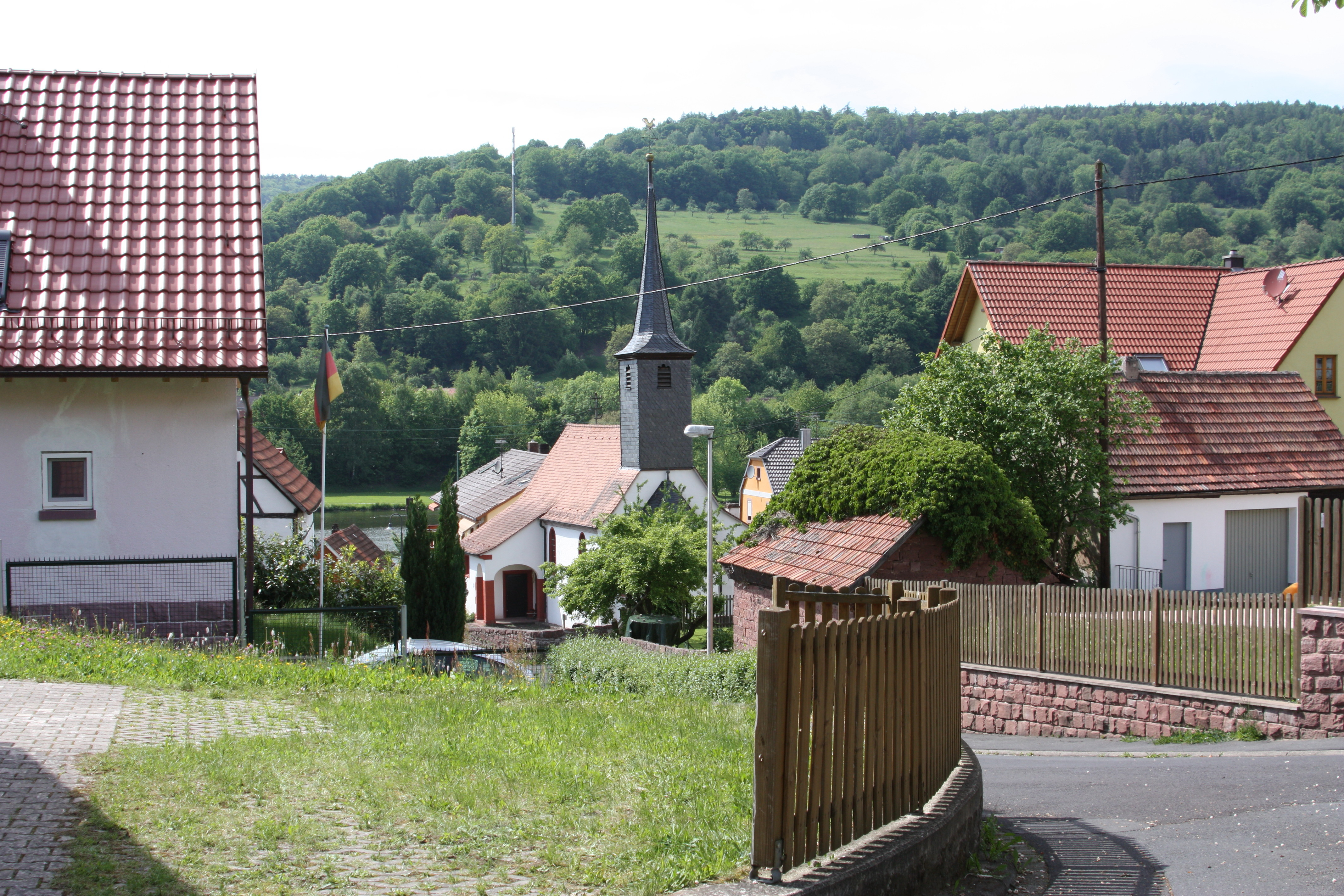
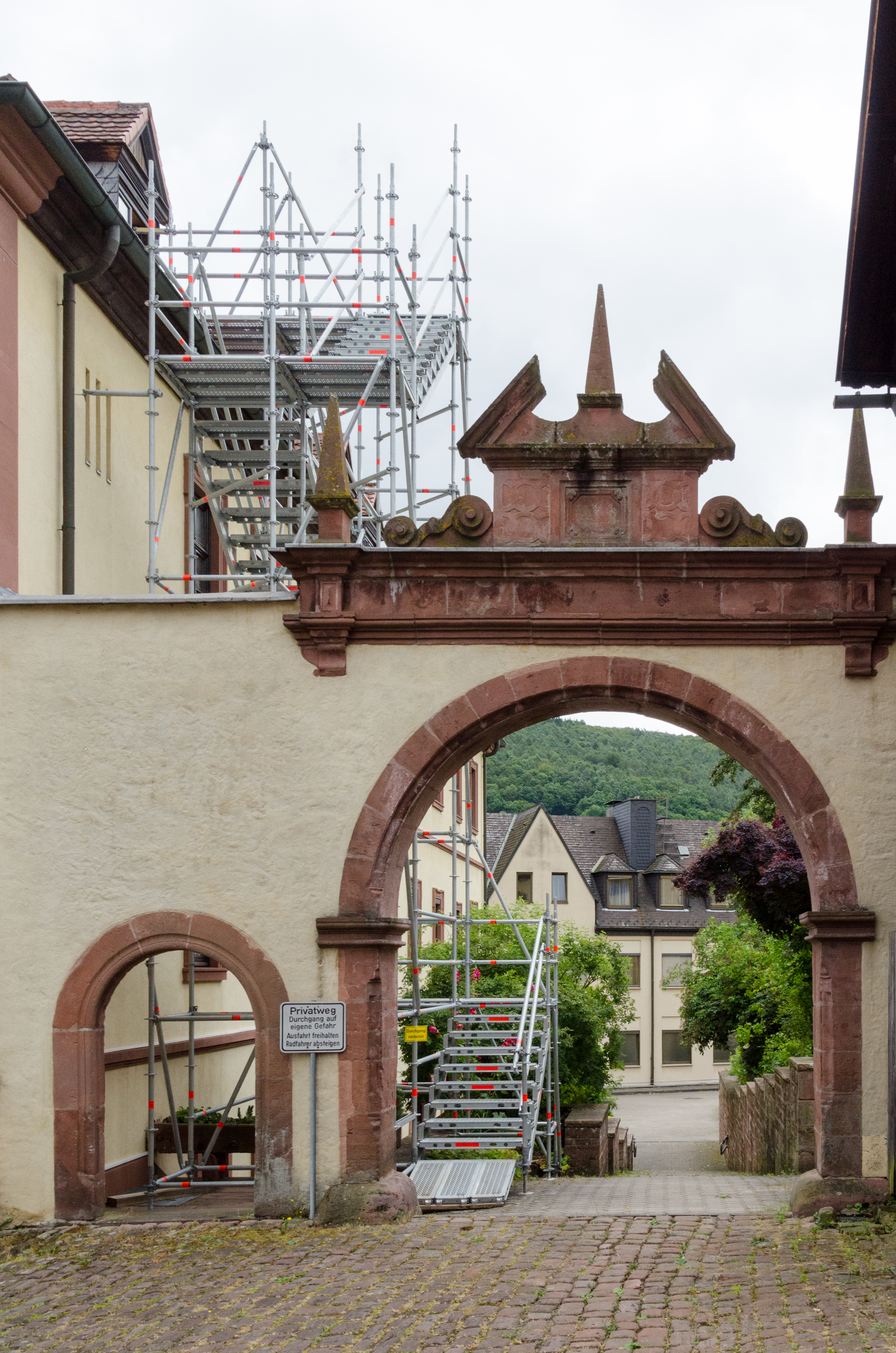